# Saint-Plancard
Saint-Plancard là một xã ở tỉnh Haute-Garonne vùng Occitanie tây nam nước Pháp. Xã Saint-Plancard nằm ở khu vực có độ cao 370 mét trên mực nước biển.